# まほろば連邦
まほろば連邦（まほろばれんぽう）とは「大和」（やまと、だいわ、たいわ）を自治体名に持つ日本全国の12市町村によるミニ独立国（交流事業）。1988年（昭和63年）10月に宮城県大和町で「大和」全国連絡協議会が設立され、1989年（平成元年）5月13日の第1回まほろばサミットで建国された。平成の大合併により参加自治体の多くが廃止したことを受け、2004年（平成16年）4月18日の第16回まほろばサミットをもって解散した。

## まほろばサミット
参加自治体の持ち回りで、まほろばサミットを16回開催した。
1. 1989年（平成元年）5月13日 - 大和市（やまとし、神奈川県）
2. 1990年（平成2年）7月 - 大和村（やまとそん、鹿児島県大島郡）
3. 1991年（平成3年）6月 - 大和村（やまとむら、茨城県真壁郡、現桜川市）
4. 1992年（平成4年）10月 - 大和町（やまとまち、福岡県山門郡、現柳川市）
5. 1993年（平成5年）11月 - 大和町（やまとちょう、山口県熊毛郡、現光市）
6. 1994年（平成6年）10月 - 大和町（やまとまち、新潟県南魚沼郡、現南魚沼市）
7. 1995年（平成7年）10月 - 大和町（だいわちょう、広島県賀茂郡、現三原市）
8. 1996年（平成8年）11月 - 大和町（やまとちょう、佐賀県佐賀郡、現佐賀市）
9. 1997年（平成9年）11月 - 大和村（だいわむら、島根県邑智郡、現美郷町）
10. 1998年（平成10年）10月 - 大和町（やまとちょう、岐阜県郡上郡、現郡上市）
11. 1999年（平成11年）5月 - 大和村（やまとむら、山梨県東山梨郡、現甲州市）
12. 2000年（平成12年）10月 - 大和町（たいわちょう、宮城県黒川郡）
13. 2001年（平成13年）8月 - 大和市（神奈川県）
14. 2002年（平成14年）7月 - 大和村（鹿児島県）
15. 2003年（平成15年）10月 - 大和村（茨城県）
16. 2004年（平成16年）4月18日 - 大和町（福岡県）

市町村合併で参加自治体の多くが廃止したことを受け、まほろば連邦は2004年（平成16年）4月18日に解散した。

## 解散後の交流
まほろば連邦の解散後も、市町村間の交流が継続している。
- 佐賀大和特産フェア - 2001年（平成13年）以降の毎年、旧大和町（現佐賀市）の特産品を、大和市（神奈川県）の大和駅前で販売[1]
- タンカンまつり - 大和村（鹿児島県）の特産品タンカンを、大和市（神奈川県）の大和駅前で販売[2]
  - さらに、大和市のアンテナショップ「とれたて大和」で大和村の特産品を継続的に販売
- 2011年（平成23年）の東日本大震災で被災した大和町（宮城県）へ、大和市（神奈川県）がハッサク約1200kgなど物資を提供[3]